# Людвіг Барнай
Лю́двіг Барна́й, нім. Ludwig Barnay (* 11 грудня 1842, Пешт — † 1 грудня 1924, Ганновер) — німецький актор і режисер.
Сценічну діяльність почав 1860. Брав участь у виставах Мейнінгенської трупи, один з організаторів Німецького театру в Берліні (1883). Барнай — трагедійний актор. Створив образи Отелло, Короля Ліра, Гамлета (в однойменних трагедіях Шекспіра), Телля («Вільгельм Телль» Шіллера) та ін. Для творчості Барная характерні ефектні зовнішні сценічні рішення та віртуозна виконавська техніка.